# Ikke Nurjanah
Ikke Nurjanah, właśc. Hartini Erpi Nurjanah (ur. 18 maja 1974 w Dżakarcie) – indonezyjska piosenkarka i aktorka. Wykonuje muzykę dangdut.

## Życiorys
Wychowywała się w rodzinie o tradycjach artystycznych; za sprawą ojca skrzypka – Abdula Pihara Tanjunga – w młodym wieku miała styczność z muzyką Malajów Deli. Wcześnie rozpoczęła karierę wokalną. Debiutowała w 1987 roku albumem Gemilang Duka. Przełomowy okazał się jej album Ojo Lali, który wydała w wieku 15 lat.
Dotychczasowy dorobek artystki obejmuje dziesiątki albumów, a wiele spośród jej piosenek zyskało w kraju szeroką popularność (m.in. utwory „Sun Sing Suwe”, „Terlena”, „Memandangmu”).
Trzykrotnie została uhonorowana nagrodą AMI (Anugerah Musik Indonesia) dla najlepszej wokalistki dangdut (1997, 1998, 1999), a w 2002 roku została „najpopularniejszą piosenkarką dangdut” (Penyanyi Dangdut Paling Ngetop) w konkursie telewizji SCTV.

## Dyskografia (wybór)
- Gemilang Duka (1987)
- Gerbang Sengsara (1988)
- Ojo Lali (1989)
- Saat Jumpa Pertama (1991)
- Biru Putih Cintaku (1992)
- Aib (1992)
- Ati Nelongso (1993)
- Bagai Disambar Petir (1994)
- Sun Sing Suwe (1994)
- Gelang Alit (1996)
- Cinta dan Dilema (1997)
- Merpati Putih (1997)
- Selalu Milikmu (2001)
- Lebaran Bersama Ikke (2003)
- Munafik (2003)
- Dua Dalam Satu (2004)
- I Love DutKustik (2015)

Źródło: 